# Истаксиуатль
Истакси́уатль (исп. Iztaccíhuatl; от аст. istak — «белый» и аст. siwatl — «женщина») — третья по высоте вершина Мексики (после вулканов Орисабы, 5 636 м и Попокатепетля, 5 426 м). В обиходе гору называют просто Иста.
Вулкан имеет четыре вершины, высшая из которых Печо (исп. el pecho — «грудь») поднимается до 5 230 м над уровнем моря. С запада и востока силуэты этих вершин напоминают голову, грудь, колени и ступни спящей женской фигуры. Истаксиуатль находится в 70 км на юго-восток от Мехико, и её покрытую снегом вершину можно видеть из города. В связи с близостью к столице (сначала империи ацтеков, а теперь современной Мексики), образ вулкана отражен во многих литературных и художественных произведениях.
Первое восхождение на Истаксиуатль в современной истории было осуществлено в 1889 году. Археологические находки указывают на то, что ацтеки и представители более ранних цивилизаций также восходили на вулкан.

## Легенда о Попокатепетле и Истаксиуатль
В мифологии ацтеков и их предшественников существует много легенд об образовании вулканов Иста и Попо. По одной из них Истаксиуатль была принцессой, полюбившей одного из воинов отца. Отец услал её любимого на войну в Оахаку, пообещав ему свою дочь в жены по возвращении с победой (отец был уверен, что тот не вернётся). В отсутствие Попокатепетля один из поклонников принцессы сказал ей, что её любимый погиб в бою и уговорил её выйти замуж за него. Наперекор судьбе Попокатепетль вернулся с победой. Истаксиуатль, которая к этому времени была отдана другому, покончила с собой. Не пережив потери, Попокатепетль тоже покончил с собой. Удивлённые силой их любви боги превратили возлюбленных в две горы, стоящие по соседству, чтобы они навеки смогли быть рядом друг с другом. По другой версии, Попокатепетль жестоко отомстил поклонникам, обманувшим Истаксиуатль. Люди сложили пирамиду, на вершину которой Попокатепетль положил свою возлюбленную. Затем люди сложили другую пирамиду, выше первой. Попокатепетль взял факел и взошёл на её вершину, чтобы вечно смотреть на Истаксиуатль. Влюбленные слились со своими пирамидами, а пирамиды стали горами.
Вулкан Истаксиуатль называют «Белая женщина» или «Спящая женщина» потому, что он напоминает женщину, спящую на спине, и потому, что он часто покрыта снегом. Вулкан Попокатепетль стоит неподалёку, охраняя её сон и скрывая свою ярость, которая, тем не менее, вырывается при периодических извержениях. Истаксиуатль наряду с вулканом Попокатепетль упоминается в романе Вениамина Каверина «Два капитана» и в романе Райдера Хаггарда «Дочь Монтесумы»